# قلب‌های مدفون
قلب‌های مدفون (انگلیسی: Buried Hearts،‏ کره‌ای: 보물섬) مجموعه تلویزیونی محصول کره جنوبی به نویسندگی لی میونگ هی، به کارگردانی جین چانگ گیو و با بازی پارک هیونگ شیک، هو جون هو، لی هه یونگ و هونگ هوا یون است. این مجموعه از ۲۱ فوریه تا ۱۲ آوریل ۲۰۲۵، روزهای جمعه و شنبه ساعت ۲۲:۰۰ (کی‌اس‌تی) از اس‌بی‌اس پخش شد. قلب‌های مدفون همچنین برای استریم در دیزنی پلاس در مناطق منتخب قابل دسترسی است.

## بازیگران

### اصلی
- پارک هیونگ شیک در نقش سو دونگ جو[۲]
- هو جون هو در نقش یوم جانگ سون[۲]
- لی هه یونگ در نقش هو ایل دو[۳]
- هونگ هوا یون در نقش یو اون نام[۴]

### مکمل
- وو هیون در نقش چا گانگ چون[۵]
- کیم جونگ نان در نقش چا دوک هی[۶]
- دو جی وون در نقش جی یونگ سو[۳]
- هونگ سو هیون در نقش چا گوک هی[۷]
- کوان سو هیون در نقش یوم هی چول[۸]
- یون سانگ هیون در نقش هو ته یون[۹]
- چا وو مین در نقش جی سون وو[۱۰]
- گونگ جی هو در نقش میونگ ته گوم[۱۱]
- لی یو جون در نقش به وون به[۱۲]
- لی هانگ نا در نقش سونگ بو یون[۱۳]
- ها سو هو در نقش کیم دو سو[۱۴]
- سو کیونگ هوا در نقش گونگ جونگ جا[۱۵]
- لی سون هی در نقش هیون جا اوک[۱۶]
- سونگ جین وو در نقش دو جه پیل[۱۷]
- کیم هاک سون در نقش کانگ سونگ[۱۸]
- نو سوسان‌نا در نقش کانگ یی هیون[۱۹]

## تولید

### توسعه
قلب‌های مدفون به نویسندگی لی میونگ هی و به کارگردانی جین چانگ گیو است. این مجموعه به تهیه‌کنندگی ای‌توزی انترتینمنت و Pureumir Factory است.
نخستین جلسه فیلم‌نامه خوانی در ۱۳ ژوئن ۲۰۲۴ برگزار شد.

### انتخاب بازیگران
در ۲۸ مارس ۲۰۲۴، پی‌انداستودیو تأیید کرد که حضور پارک هیونگ شیک در این مجموعه تأیید شده است و هو جون هو به‌طور مثبت آن را بررسی می‌کند. در ۱۸ ژوئیه، حضور یون سانگ هیون در این مجموعه تأیید شد. در ۱۳ سپتامبر، تیم سازندهٔ این مجموعه اعلام کرد که حضور پارک هیونگ شیک و هو جون هو در این مجموعه به صورت رسمی تأیید شده است. در ۲ اکتبر گزارش شد که بازیگر هونگ هوا یون پس از یک رقابت شدید برای حضور در این مجموعه انتخاب شده است. در ۴ اکتبر، حضور گونگ جی هو در این مجموعه تأیید شد. به نقل از استوری جی کامپنی در ۱۰ اکتبر، تأیید شد که کوان سو هیون در این مجموعه بازی می‌کند.

### فیلم‌برداری
تصویربرداری اصلی در نیمهٔ اول سال ۲۰۲۴ آغاز شد.

## انتشار
این مجموعه از ۲۱ فوریه ۲۰۲۵، روزهای جمعه و شنبه از اس‌بی‌اس پخش شد.